# Aéroport de Shannon
L'aéroport de Shannon  (en anglais : Shannon Airport ; en irlandais : Aerfort na Sionainne) (code IATA : SNN • code OACI : EINN) est situé à 15 km de Limerick, dans l'ouest de l'Irlande.
L'aéroport est utilisé surtout par les vols transatlantiques et vers l'Angleterre. Aer Lingus, compagnie nationale irlandaise, était le transporteur principal sur le site avant d'annoncer son retrait en mai 2021.

## Histoire

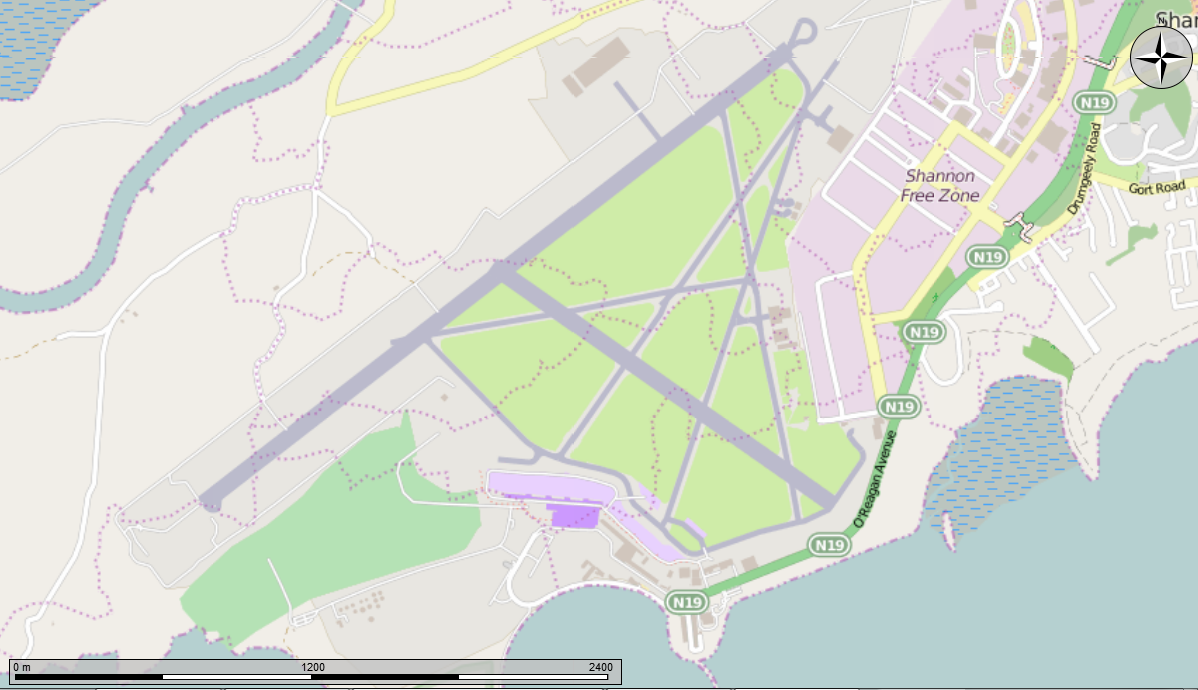
Carte de l'aéroport de Shannon.

L'origine de l'aéroport remonte à 1936 quand l'État réquisitionna un terrain à Rineanna pour en faire le premier aérodrome transatlantique. Le choix de cette région s'explique par sa situation occidentale.
L'aéroport entra en service en 1942 et il accueillit ses premiers longs courriers le 24 octobre 1945.
Le premier transatlantique fut un vol de DC-4 de la Pan Am venu de New York. D'autres compagnies transatlantiques s'installèrent sur la plateforme, notamment TWA et BOAC. En 1948, le vol Pan Am 1-10 venant de Londres et à destination finale de New York s'écrase en approche de l'aéroport de Shannon causant la mort de 30 personnes.

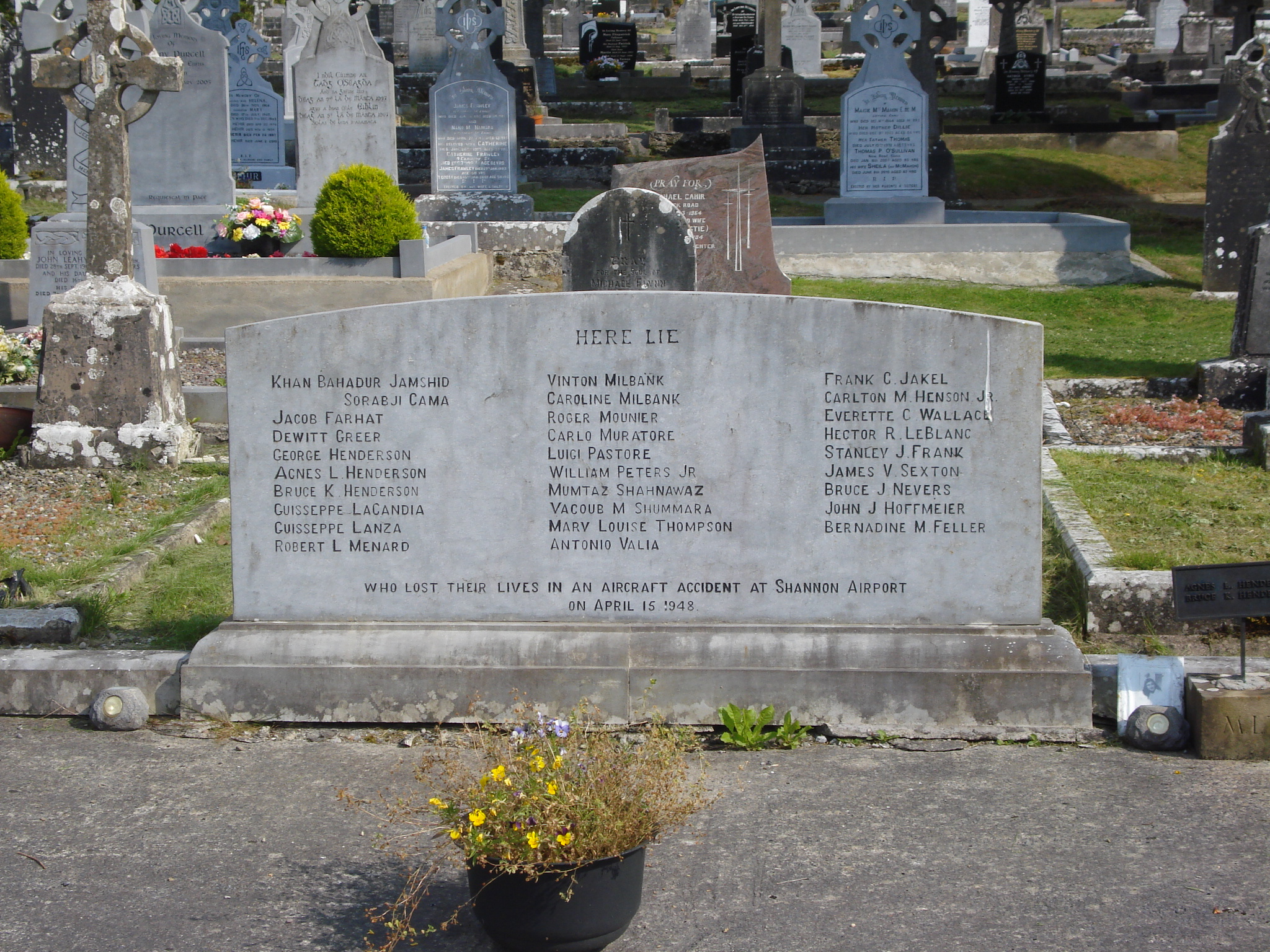
Monument dans le cimetière de Shannon en mémoire des morts du vol Pan Am 1-10 le 15 avril 1948.

- Shannon était un site d'atterrissage d'urgence pour les navettes spatiales de la NASA.
- Shannon a la piste d'atterrissage la plus longue d'Irlande (3 200 mètres). Il est le seul aéroport irlandais pouvant accueillir l'A380.
- Shannon est souvent utilisé pour le ravitaillement d'avions neufs lors de leur livraison en Europe.
- En 1946, c'est dans l'aéroport de Shannon que fut ouverte la première boutique hors taxes au monde.
- C'est le deuxième aéroport d'Irlande en nombre de passagers, après celui de Dublin.
- Shannon fut sélectionné par British Airways pour la formation des pilotes sur Concorde, du fait de la longueur de la piste.
- Grâce à la longueur de la piste 06/24 et sa position au nord-ouest de l'Europe, les vols transatlantiques peuvent se servir de l'aéroport de Shannon comme solution de dégagement en cas d'urgence.
- C'est dans cet aéroport que fut créé le fameux Irish Coffee[2].

## Situation
| Connemara Cork Donégal Dublin Inis Meáin Inis Mór Inis Oírr Kerry Knock Shannon Waterford |

## Risques naturels
L'aéroport de Shannon a été construit à proximité de l'estuaire du Shannon, il risque des problèmes de submersion dus au niveau de la mer et à des crues du Shannon.
Le gouvernement travaille sur des projets visant à protéger l'aéroport et la ville de Shannon.

## Statistiques

### Nombre de passagers
Pour des raisons techniques, il est temporairement impossible d'afficher le graphique qui aurait dû être présenté ici.

Voir la requête brute et les sources sur Wikidata.
| Année | Total passagers | Passagers, évolution, année par année % |
| ----- | --------------- | --------------------------------------- |
| 2005  | 3 302 046       | 032,1                                   |
| 2006  | 3 639 046       | 010,2                                   |
| 2007  | 3 620 623       | 00,5                                    |
| 2008  | 3 169 529       | 012,5                                   |
| 2009  | 2 794 563       | 011,8                                   |
| 2010  | 1 755 885       | 037,2                                   |
| 2011  | 1 625 453       | 07,4                                    |
| 2012  | 1 394 781       | 014,2                                   |
| 2013  | 1 440 034       | 03,2                                    |
| 2014  | 1 639 315       | 013,8                                   |
| 2015  | 1 714 872       | 04,6                                    |
| 2016  | 1 749 367       | 02,0                                    |
| 2017  | 1 751 500       | 00,1                                    |

### Lignes principales
| Rang                                          | Aéroport        | Passagers | % évolution 2017/18 |
| --------------------------------------------- | --------------- | --------- | ------------------- |
| 1                                             | London–Heathrow | 274 623   | 01,5                |
| 2                                             | London–Stansted | 203 006   | 02,2                |
| 3                                             | New York–JFK    | 118 316   | 08,9                |
| 4                                             | London–Gatwick  | 115 690   | 00,2                |
| 5                                             | Boston          | 93 109    | 01,1                |
| 6                                             | Manchester      | 84 756    | 015,0               |
| 7                                             | Newark          | 67 626    | 016,2               |
| 8                                             | Málaga          | 58 614    | 011,3               |
| 9                                             | Faro            | 56 921    | 04,0                |
| 10                                            | Lanzarote       | 46 440    | 07,4                |
| 11                                            | Newburgh        | 44 527    | 0204,4              |
| 12                                            | Philadelphia    | 43 883    | 09,1                |
| 13                                            | Wrocław         | 38 577    | 03,6                |
| 14                                            | Birmingham      | 38 309    | 00,9                |
| 15                                            | Kraków          | 37 225    | 02,7                |
| Source : Central Statistics Office of Ireland |                 |           |                     |

## Compagnies aériennes et destinations

### Compagnies basées à Shannon
- Aer Lingus, l'entretien de certains appareils a lieu ici.
- Ryanair, (compagnie aérienne à bas prix).

### Lignes et compagnies
| Compagnies      | Destinations |
| --------------- | --- |
| Aer Lingus      | Boston Logan, Londres-Heathrow, New York-John F. Kennedy, Paris-Charles de Gaulle |
| Delta Air Lines | En saison: New York-John F. Kennedy |
| Ryanair         | - Alicante-Elche, - Birmingham, - Budapest-Ferenc Liszt, - Édimbourg, - Fuerteventura, - Kaunas, - Cracovie-Jean-Paul II, - Lanzarote-Arrecife, - Liverpool-J.-Lennon, - Londres-Gatwick, - Londres-Stansted, - Malaga-Costa del Sol, - Malte, - Manchester, - Marseille-Provence, - Newcastle, - Ténériffe-Sud Reine Sofia, - Varsovie-Modlin (Mazovie), - Wrocław-N. Copernic En saison : - Béziers - Cap d'Agde, - Corfou-I. Kapodístrias, - Faro, - Gérone-Costa Brava, - Las Palmas/Gran Canaria, - Naples-Capodichino, - Palma de Majorque, - Porto-F. Sá-Carneiro, - Reus, - Turin S.-Pertini (Caselle) |
| TUI Airways     | En saison charter : Lanzarote-Arrecife, Reus |
| United Airlines | En saison : Chicago-O'Hare, Newark-Liberty |

Édité le 13/04/2018. Actualisé le 21/01/2023.

### Cargo
| Compagnies                                  | Destinations                                            |
| ------------------------------------------- | ------------------------------------------------------- |
| DHL Aviation opéré par ASL Airlines Ireland | East Midlands                                           |
| FedEx Feeder opéré par ASL Airlines Ireland | Paris-Charles de Gaulle                                 |
| Turkish Airlines Cargo                      | Atlanta, Chicago-O'Hare, Istanbul-Atatürk, New York-JFK |
| UPS Airlines opéré par Star Air (Maersk)    | Cologne/Bonn, Dublin                                    |